# Le Château de Cagliostro
Pour les articles homonymes, voir Cagliostro (homonymie).
Le Château de Cagliostro (ルパン三世 カリオストロの城, Rupan sansei: Kariosutoro no shiro) est un film d'animation japonais de Hayao Miyazaki (宮崎 駿, Miyazaki Hayao) sorti en 1979 et récompensé par le prix Mainichi Noburō Ōfuji la même année. C'est le second film centré sur le personnage d’Arsène Lupin III de la série Lupin III de Kazuhiko Katō (加藤一彦, Katō Kazuhiko) alias Monkey Punch, après Edgar de la Cambriole : Le Secret de Mamo. Il s'agit du premier long métrage réalisé par Miyazaki, qui avait travaillé précédemment pour les studios d'animation Toei Animation et TMS Entertainment, notamment sur la première saison de la série animée Lupin III, et plusieurs épisodes de la seconde saison en tant que réalisateur.
Le Château de Cagliostro nous emmène suivre les péripéties du gentleman-cambrioleur Edgar de la Cambriole (Lupin III) dans la petite principauté de Cagliostro sur les traces de faux-monnayeurs. Il s’attache finalement à sauver la princesse Clarisse des griffes de l’infâme comte de Cagliostro, prêt à tout pour retrouver un légendaire trésor perdu. Le film met également en scène les associés d’Edgar, Jigen et Goemon, sa concurrente et ancienne amante Magali (Fujiko), ainsi que son ennemi juré et allié de circonstance, l’inspecteur Gaston Lacogne (Koichi Zenigata) d’Interpol.
La grande première du film a eu lieu au Japon le 15 décembre 1979.
En France, le film est apparu pour la première fois au format VHS avec un 1er doublage français réalisé par Adès Vidéo en 1983 sous le titre Vidocq contre Cagliostro. Un second doublage français réalisé par Manga Entertainment voit le jour en 1996 sous le titre Le Château de Cagliostro ; cette version, où Arsène Lupin III est renommé Wolf, est rééditée au format DVD par Pathé. L'éditeur IDP réalise un troisième doublage français sous le titre Edgar de la Cambriole : Le Château de Cagliostro en 2005, redonnant au héros le nom d’Edgar, qu’il avait dans l’adaptation de la série Lupin III des années 1980, Edgar, le détective cambrioleur.

## Synopsis
En 1968, Edgar de la Cambriole, petit-fils et successeur du célèbre gentleman cambrioleur Gaspard de la Cambriole (Arsène Lupin), parvient à dérober le contenu du coffre-fort du casino de Monte-Carlo à bord d'une Fiat 500, accompagné de son compère Jigen. L'euphorie des deux amis face à cette réussite laisse place au désarroi lorsqu'ils réalisent que l’argent est de la « goat monnaie », des faux billets particulièrement bien imités. Edgar décide de mettre le nez dans les affaires du comte de Cagliostro, régent de la principauté du même nom, qu’il soupçonne d’être à la tête du réseau de faux-monnayage. Alors qu'ils se sont infiltrés déguisés dans le micro-État, ils voient passer en trombe une demoiselle en robe de mariée, poursuivie par des hommes armés. Après une course-poursuite riche en péripéties, ils parviennent à mettre en déroute les poursuivants de la jeune fille qu’Edgar sauve de justesse d’une chute dans un ravin. Assommé par une souche d’arbre, il ne peut empêcher sa protégée d’être enlevée par des hommes à bord d'un bateau mais remarque qu’elle lui a laissé un gant, dans lequel est cachée une chevalière mystérieuse.
Edgar reconnaît sur la bague le blason de la famille princière ; il emmène Jigen au palais qui a été ravagé par un incendie ayant causé la mort du prince et de son épouse sept ans auparavant. Le jeune cambrioleur reste songeur et son ami devine qu’il lui cache quelque chose. Edgar l’emmène alors voir le château comtal à proximité et lui montre le bateau sur lequel a été enlevée la jeune fille avant de lui expliquer qu’il est déjà venu à Cagliostro auparavant. Ils aperçoivent au loin le comte se poser en autogire en haut d’une tour ; l’aristocrate est accueilli par Jodor — son âme damnée — qui s’excuse d’avoir laissé s’échapper la demoiselle. Il explique l’avoir droguée et isolée en haut d’une tour dont le seul accès est un pont rétractable. Après avoir ordonné que les étrangers qui ont interféré soient retrouvés et éliminés, le comte se rend dans la chambre de la jeune fille où il constate la disparition de la bague.
Les deux amis ont trouvé une auberge pour se restaurer et passer la nuit ; Edgar examine la chevalière sur laquelle il découvre une inscription en gothique (« De nouveau réunies, l’Ombre et la Lumière lui redonneront vie ») et une date en chiffres romains (1517). La serveuse leur apprend que le blason est celui de la princesse Clarisse, rappelée la veille du couvent qui l’a accueillie après la mort de ses parents afin d'épouser le comte de Cagliostro d’ici quelques jours. Ayant remarqué le regard de la serveuse à la vue de la chevalière, ils se retirent dans leur chambre et restent en alerte. Tandis qu’Edgar fond une copie de la bague, Jigen réfléchit au sens de la phrase qui lui semble parler d’un trésor. Lorsque les sbires du comte arrivent, ils les combattent et parviennent à rejoindre leur voiture pour les semer.
Au château, la gouvernante affectée au service de la princesse espionne le comte qui a une entrevue avec son imprimeur à propos de faux billets de goat monnaie. Jodor survient et s’excuse pour son échec dans l’auberge, et ils découvrent dans son dos un post-it où Edgar annonce qu’il viendra ravir Clarisse. Le lendemain, de nouveaux protagonistes arrivent à Cagliostro : Goemon, un ami iaidōka du cambrioleur, et l’inspecteur Gaston Lacogne d’Interpol qui débarque avec ses hommes pour traquer sa cible favorite, ayant eu vent du message adressé au comte. Celui-ci reçoit l’inspecteur et décide de le faire renvoyer en utilisant ses relations, estimant la présence d’un policier dans ses affaires gênante ; Lacogne est dubitatif en découvrant que le château est surprotégé par un système très perfectionné de radars et de lasers puissants.
Edgar et Jigen échafaudent des plans pour pénétrer dans le château via l’aqueduc qui l’alimente en eau, afin d’éviter les radars. Lors de leur tentative, ils se retrouvent séparés. Après avoir manqué de mourir écrasé dans les rouages géants d’une horloge, le jeune cambrioleur parvient dans l’enceinte du château. Il manque de se faire découvrir par Lacogne, dont l’attention est détournée lorsqu’il apprend que ses supérieurs lui demandent de quitter Cagliostro. Appelant Interpol, l’inspecteur est notifié que le comte a demandé son éviction et cherche à s’expliquer avec ce dernier mais il est repoussé par les sentinelles. Edgar, déguisé en inspecteur, en profite pour faire diversion en lançant les gardes sur les traces de Lacogne, leur faisant croire que ce dernier est le voleur ayant menacé le comte. Une confrontation entre les policiers et la garde du château permet au cambrioleur de pénétrer dans les appartements de l’aristocrate, évitant une oubliette, dans laquelle tombe l’inspecteur qui s’est rué à sa poursuite.
Magali, la femme qui espionne les activités du comte, continue ses investigations ; elle est surprise par Edgar qui s’avère être un de ses amis, concurrent et ancien amant. Elle lui explique où Clarisse a été enfermée. Pour tenter d’atteindre la tour, le cambrioleur escalade le mur du château, et monte sur le faîte du toit, s’aidant de son grappin. Alors qu’il tente de rejoindre la tour en envoyant une fusée pour tendre un câble, il fait tomber son matériel et dévale le toit. S’en servant comme tremplin, il saute et s’accroche de justesse à la tour, puis parvient à rejoindre la chambre de Clarisse. Il lui remet la fausse bague et lui promet de se battre pour la libérer mais les hommes de main du comte l’encerclent et il est envoyé à son tour dans les oubliettes. L’aristocrate explique ses desseins à la princesse : « l’Ombre et la Lumière » représentent les deux maisons aristocratiques de Cagliostro — les princes dans la lumière et les comtes à qui échouaient les basses besognes, dans l’ombre — qui, lorsqu’elles seront réunies par leur mariage, dévoileront le trésor perdu depuis plus de quatre siècles. Alors que la princesse est désespérée par ce qu’elle apprend sur sa famille et sur le sort d’Edgar, celui-ci, qui a installé un micro et un haut-parleur dans la fausse chevalière, nargue son ennemi, avant de promettre à nouveau à Clarisse de revenir pour l’enlever. Comprenant que la bague est fausse, le comte explose de colère et ordonne à Jodor d’aller récupérer le véritable bijou.
En explorant les oubliettes remplies de squelettes, Edgar retrouve Lacogne qui se demande quel secret le château cache pour justifier autant de morts. Au petit matin, des plongeurs du comte surgissent pour récupérer la bague mais tombent dans un piège ; à la poursuite d'un fuyard, le jeune cambrioleur parvient à trouver la sortie submergée et quitte les oubliettes avec l’inspecteur. Ils arrivent dans l’atelier clandestin de fausse monnaie et y trouvent stockés des billets de nombreux pays. Edgar explique à l’inspecteur que la principauté est à l’origine de la goat monnaie, impliquée dans des magouilles financières depuis le Moyen Âge et dans la disparition de tous ceux qui s’y sont intéressés de trop près. Les deux nouveaux alliés font un pacte le temps de s’échapper du château et de confondre le comte.
Magali révèle sa couverture à Clarisse et s’apprête à quitter Cagliostro mais l'incendie allumé par Edgar et Lacogne au sous-sol avec les faux billets sème la panique dans le château. Le détective et le cambrioleur profitent de la confusion pour voler l’autogire et tentent de venir chercher les deux jeunes femmes mais Edgar est blessé par Jodor qui touche également le moteur de l’appareil. Pendant que la princesse tente de négocier la vie du jeune cambrioleur, Lacogne, aux commandes de l’autogire en feu, détourne un moment l’attention des malfrats, ce qui permet à Magali de récupérer Edgar et d’attraper le train d’atterrissage de l’engin.
Lacogne parvient à joindre Interpol mais ne peut convaincre ses supérieurs d’intervenir à Cagliostro malgré les preuves qu’il a ramenées : le comte s’est arrangé pour convaincre la presse et l’opinion publique qu’il a été victime d’une attaque et bénéficie de puissants soutiens diplomatiques. Edgar et ses associés ont trouvé refuge chez le vieux jardinier du château de la famille princière qui est resté fidèle à Clarisse. Soigné mais en piteux état, le cambrioleur reste sans connaissance pendant trois jours avant de reprendre conscience, affolé par le fait que le mariage a lieu le lendemain. Plus tard dans la soirée, il raconte au jardinier et à ses compagnons comment dix ans auparavant il a été blessé dans sa quête pour s’emparer de la goat monnaie et a rencontré Clarisse qui lui a donné à boire. Ils apprennent par Magali qu’un archevêque va venir du Vatican pour célébrer le mariage.
Magali avertit Lacogne qu’Edgar va faire une apparition au mariage du comte pour lui permettre de mener à nouveau une investigation sur place et se rend également sur place en tant que journaliste de l‘équipe de télévision qui couvre l’événement. Avec l’aide du jardinier, Edgar intercepte la voiture de l’archevêque et prend sa place. Le comte se rend à la cérémonie avec Clarisse droguée à son bras ; au moment de l’échange des vœux, Jigen et Goemon surgissent, tenant un mannequin recouvert de bandages duquel sort la voix du jeune cambrioleur qui annonce son opposition à l’union et dénonce les méfaits de l’aristocrate. Les hommes de main du comte empalent le mannequin qui explose dans une pluie de faux billets. Edgar subtilise les bagues, arrache sa fausse barbe, et déclenche une série de feux d’artifice, profitant de la confusion pour s’enfuir avec Clarisse. Lacogne fait mine de poursuivre le cambrioleur se dirigeant vers l’atelier clandestin, suivi par Magali qui diffuse les images par satellite ; l’inspecteur expose les preuves sous les yeux éberlués de ses supérieurs d’Interpol qui regardent l’émission.
Jigo et Goemon retiennent les hommes de main du comte tandis que Clarisse et Edgar s’enfuient le long de l’aqueduc en direction de la tour de l’horloge ; l’aristocrate les poursuit en bateau avec quelques matelots. En voyant un bas-relief sur la tour, le jeune cambrioleur comprend la signification de l’énigme du trésor, mais le comte surgit et les force à se réfugier dans la tour. Edgar est confronté aux marins du comte dont les rouages en mouvement du mécanisme de l'horloge ont bientôt raison, puis engage un duel avec l’aristocrate. Ayant mis son adversaire en difficulté, ce dernier veut occire Clarisse, qu’il poursuit sur les aiguilles de l’horloge, mais Edgar retient à temps son attention en déposant les bagues et en lui dévoilant le secret du trésor. Le comte utilise une arme cachée pour faire chuter le jeune cambrioleur qui s'accroche de justesse au mur. Alors que le comte s’apprête à l’achever, Clarisse l’entraîne avec elle dans le vide, et il plante de justesse son sabre entre les pierres pour ne pas tomber ; Edgar bondit pour rattraper la princesse, et plonge avec elle dans le lac en contrebas.
Alors qu’il enfonce les bagues sur le cadran, dans les yeux du bas-relief en forme de bouc, le comte active un mécanisme et est écrasé par les deux aiguilles qui le prennent en tenaille. La tour de l’horloge s’effondre, créant un trou dans le barrage ; le niveau de l’eau autour du château monte, les souterrains sont submergés ; les hommes de main et la garde se rendent. Edgar emmène Clarisse de l’autre côté du barrage — vers l’ancien palais du prince — où ils découvrent le trésor : une ancienne cité romaine auparavant engloutie. En voyant les avions d’Interpol arriver, le cambrioleur s’apprête à partir mais la princesse exprime le souhait de rester à ses côtés en devenant elle-même une cambrioleuse. Tenté, Edgar se raisonne, refusant de lui offrir une telle vie et la confie au jardinier après l’avoir embrassée sur le front, non sans lui promettre de revenir lorsqu’elle aura besoin de lui. Récupéré par ses compères, il s’enfuit en voiture tandis que Magali le nargue avec les plaques de fausse monnaie qu’elle a récupérées. Lacogne survient et Clarisse défend Edgar qui n’a fait que se battre pour elle. Avant de repartir à la poursuite du jeune cambrioleur, l’inspecteur lui fait remarquer que ce dernier lui a ravi un trésor hors de prix : son cœur.

## Fiche technique
- Titre : Le Château de Cagliostro
- Titre original : ルパン三世 カリオストロの城 (Rupan sansei: Kariosutoro no shiro)
- Réalisation : Hayao Miyazaki
- Scénario : Hayao Miyazaki et Haruya Yamazaki
- Personnages : Yasuo Otsuka d'après Monkey Punch
- Direction artistique : Shichiro Kobayashi
- Direction de l'animation : Yasuo Otsuka
- Photographie : Hirokata Takahashi
- Musique : Yuji Ohno
- Production : Tetsuo Katayama
- Société de production : TMS Entertainment (TMS)
- Distribution : Tōhō, Metro-Goldwyn-Mayer
- Pays d'origine :  Japon
- Langue : japonais
- Format : couleurs
- Genre : animation, policier
- Durée : 100 minutes
- Date de sortie :
  -  Japon : 15 décembre 1979
  -  France : 23 janvier 2019

## Distribution

### Voix originales
- Yasuo Yamada : Arsène Lupin III
- Eiko Masuyama (en) : Fujiko Mine
- Kiyoshi Kobayashi : Daisuke Jigen
- Makio Inoue : Goemon Ishikawa XIII
- Gorō Naya : Koichi Zenigata
- Sumi Shimamoto : Clarisse de Cagliostro
- Taro Ishida : le comte de Cagliostro
- Ichirō Nagai : Jodor, le serviteur du comte
- Kōhei Miyauchi : le jardinier

### Voix françaises
|           | 1983 (Adès Vidéo)                                                                                                  | 1996 (Manga Entertainment)   | 2005 (IDP)                           |
| --------- | --- | ---------------------------- | ------------------------------------ |
| Lupin III | Philippe Ogouz Vidocq                                                                                              | Yann Le Madic Wolf           | Philippe Ogouz Edgar de la Cambriole |
| Jigen     | Gérard Hernandez Laficelle                                                                                         | Christian Visine             | Philippe Peythieu                    |
| Clarisse  | Céline Monsarrat Delphina                                                                                          | Léa Gabrielle                | Agnès Gribe                          |
| Le comte  | Roger Carel | Michel Tureau                | Jacques Frantz                       |
| Fujiko    | Béatrice Delfe Barbara                                                                                             | Sandrine Fougère             | Catherine Lafond Magali              |
| Zenigata  | Jacques Ferrière inspecteur Lapoulaille                                                                            | Hervé Caradec                | Patrick Messe Gaston Lacogne         |
| Goemon    | Personnage coupé au montage                                                                                        | Michel Tureau                | Jean Barney                          |
| Jodor     | Philippe Dumat | Hervé Caradec                | Michel Clainchy                      |
| Autres    | Georges Aubert (le jardinier) Pierre Garin (le capitaine) Claude Dasset (le faussaire) Louis Arbessier (le prêtre) | Henri Lambert (le jardinier) | —                                    |

## Production

### Genèse

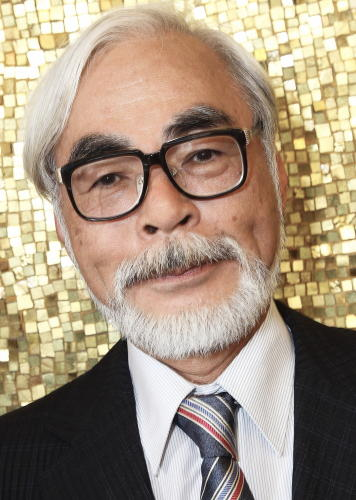
Hayao Miyazaki, le réalisateur du Château de Cagliostro.

Lupin III est une série de manga écrite et illustrée par Kazuhiko Katō (加藤一彦, Katō Kazuhiko) alias Monkey Punch. Le personnage principal, Arsène Lupin III, est inspiré du héros de Maurice Leblanc, le gentleman-cambrioleur Arsène Lupin, décrit comme capable de défier Sherlock Holmes et dont il est supposément le petit-fils ; en tant que gentleman-cambrioleur, Lupin III prévient immanquablement les propriétaires de ses futurs larcins par une carte. La popularité de la série manga a conduit à l’adapter en série d'animation, Edgar de la Cambriole. Hayao Miyazaki, ayant fraîchement quitté Toei Animation pour rejoindre A Productions, y prend part en tant que co-réalisateur avec Isao Takahata et Yasuo Ōtsuka,, pour remplacer Masaaki Ōsumi à partir du neuvième épisode,. Un premier film, Edgar de la Cambriole : Le Secret de Mamo réalisé par Sōji Yoshikawa, sort le 16 décembre 1978 ; à la suite de son succès au box office, la décision de réaliser un second film est prise l’année suivante et TMS fait appel à Miyazaki pour le réaliser. Le Château de Cagliostro est un tournant dans la manière dont le héros se comporte ; dans les séries Lupin III, Edgar est présenté comme un voleur intrigant et lascif, parfois cynique et sans scrupules, s’alliant à ses anciens ennemis Jigen et Goemon pour ses combines, tandis que Miyazaki en fait un héros décrit comme assagi et pouvant agir de manière altruiste et désintéressée,.
Si Le Château de Cagliostro a marqué les débuts de Miyazaki en tant que réalisateur pour le grand écran, il a également participé à l’élaboration du script et des dialogues, au design et au storyboard du film. La production a débuté en mai 1979 avec l’écriture du scénario et la planification des plans. Miyazaki a commencé à dessiner une vue d’ensemble du décor avant d’écrire le scénario pour compléter. Une fois le brouillon de script accepté par la production, il a commencé à élaborer les storyboards. L’histoire a été découpée en quatre parties, mais une fois arrivé à la troisième, des modifications ont dû être faites au niveau du storyboard pour ne pas dépasser la durée prévue du film. Le travail d’animation a commencé en juillet, alors que seulement le quart des storyboards étaient finalisés, travail que Miyazaki a donc dû terminer en parallèle,,. La production a été bouclée fin novembre, et la première du film a eu lieu le 15 décembre 1979, un peu moins de sept mois et demi après la prise en charge du projet, dont seulement cinq mois de production,, ; le réalisateur a cependant regretté de ne pas bénéficier de plus de temps,.

### Influences

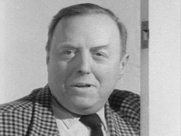
Paul Grimault a largement influencé la production du Château de Cagliostro avec La Bergère et le Ramoneur (1953).

D’après les auteurs ayant étudié le sujet, et Miyazaki lui-même, Le Château de Cagliostro s’appuie sur de nombreuses sources d’inspiration, à commencer par l’œuvre de Maurice Leblanc dont le personnage Arsène Lupin est à l’origine du héros, et celle d’autres auteurs ayant repris le personnage, comme Boileau-Narcejac dont La Justice d'Arsène Lupin met en scène la découverte d’une importante quantité de fausse monnaie créée par l’Empire allemand pour déstabiliser l’économie française pendant la Première Guerre mondiale. L’idée du trésor caché sous un lac semble également tirée du roman La Demoiselle aux yeux verts de Maurice Leblanc,,, tandis que La Comtesse de Cagliostro, qui se passe du temps de la jeunesse du gentleman cambrioleur, introduit un personnage du nom de Clarisse, rivale dans le cœur de Lupin de Joséphine Balsamo, petite-fille du personnage qui a inspiré le comte, Joseph Balsamo, un aventurier italien ayant vécu au XVIIIe siècle et ayant pris le titre de « comte de Cagliostro » sous lequel il a commis diverses escroqueries à la cour de Louis XVI,, et dont le nom est attaché à plusieurs histoires dans le domaine de l’occulte (magie, alchimie),.
Si aucun voyage d’étude n'a été effectué pour dessiner les paysages alpins environnant le château de Cagliostro, les carnets de croquis de Miyazaki sur Heidi ont été mis à profit, et Miyazaki lui-même cite le livre Italian Mountain Cities and the Tiber Estuary aux éditions Kajima Institute Publishing comme source d’inspiration,.
D’après plusieurs auteurs, le style du château du comte Cagliostro a été fortement inspiré par le film d'animation Le Roi et l'Oiseau, de Paul Grimault (dans sa version de 1953 La Bergère et le Ramoneur),,,, dont notamment le donjon où est enfermé Clarisse, qui présente des similitudes avec la tour où loge le roi de Takicardie. Plusieurs éléments narratifs semblent également avoir été empruntés au film de Grimault, tels le mariage contrarié entre un tyran et une belle jeune fille innocente, le château aux multiples donjons et oubliettes, protégé par de multiples pièges, une milice musclée et des hommes de main ninjas (ou vêtus de noir avec un chapeau melon, tels les policiers de Takicardie), ou la manière dont Fujiko prend le contrôle d’une chaîne de télévision pour confondre le comte, tel l’oiseau qui prend le contrôle de l’automate du roi de Grimault.
La tour de l’horloge, un des éléments centraux de l’intrigue, est quant à elle inspirée de La Tour fantôme (幽霊塔, Yūrei-tō), un roman d’Edogawa Ranpo que Miyazaki a découvert au collège,.
Selon certaines analyses, la poursuite sur les toits à la suite de l’attaque de l’auberge par les hommes de main du comte est inspirée d’une scène de La Main au collet d’Alfred Hitchcock, dans laquelle Cary Grant interprétait un gentleman cambrioleur,,,. Raphaël Colson et Gaël Régner remarquent également une influence des années 1960 avec l’utilisation de gadgets à la James Bond et de pièges sophistiqués déployés dans le château ; James Bond est également cité comme ayant influencé Monkey Punch,,. Les deux auteurs pensent que la principauté de Cagliostro s’inspire de la Ruritanie, pays européen de fiction inventé par l'écrivain britannique Anthony Hope dans le roman d'aventures Le Prisonnier de Zenda paru en 1894, dont le prince autocratique, Rudolf Elphberg, aurait inspiré le comte de Cagliostro pour son côté « à la fois raffiné et vulgaire »,. Helen McCarthy voit dans l’ultra-médiatisation du mariage prévu entre le comte et Clarisse un clin d’œil à l’effervescence médiatique autour du mariage de Grace Kelly avec le prince Rainier de Monaco en 1956.

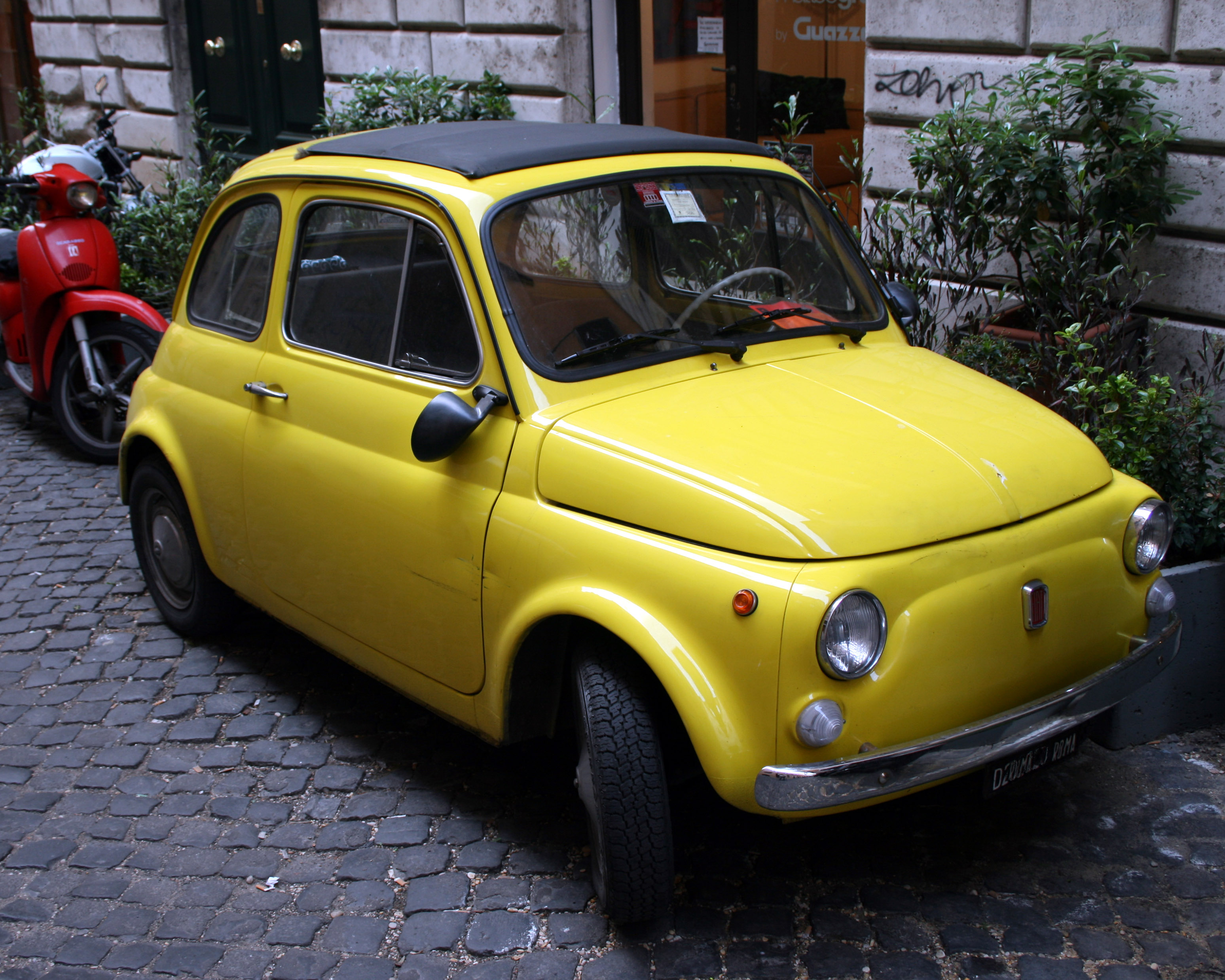
Une Fiat 500 jaune comme celle utilisée par Lupin dans le film.

Les membres de l’équipe de production ont également ajouté leur touche personnelle au film ; la Fiat 500 de Lupin étant inspirée de la voiture du chef animateur Yasuo Ōtsuka, tandis que la Citroën 2 CV de Clarisse poursuivie par les hommes de main du comte dans une des premières scènes du film était la première voiture de Miyazaki. Le film de 1969, Le Chat botté, sur lequel le réalisateur a travaillé en tant qu’animateur clé porte également les prémices du style imposé sur Le Château de Cagliostro, notamment par la succession de pitreries burlesques entrecoupées par des scènes plus sombres, et le scénario du sauvetage audacieux d’une princesse dans un château aux oubliettes remplies de squelettes.
L’implication de Miyazaki en tant que réalisateur a nettement influé sur les caractères des personnages dépeints dans Le Château de Cagliostro, par rapport à leurs alter ego de Lupin III, dans le but de « se débarrasser du sentiment d’apathie omniprésent dans l’histoire ». Pour être conforme à son idée que Miyazaki se faisait d’un héros, Lupin est devenu un voleur insouciant et optimiste, se contentant d’une Fiat 500, et contrastant fortement avec le Lupin de la série, lubrique et intrigant, qui aime à conduire des voitures de luxe telle la Mercedes-Benz SSK, décrite comme « groggy, car la favorite d’Hitler ». De la même manière, Jigen et Goemon, froids et sérieux dans la série, deviennent plus amicaux et sensibles à l’humour ; quant à Fujiko, les éléments à caractère sexuel explicites associés à son personnage de femme fatale sont gommés. Patrick Drazen note que la rencontre entre Lupin et Clarisse lorsque celle-ci avait neuf ans est un subterfuge bien pratique pour expliquer que le gentleman-cambrioleur se comporte plus comme un « grand frère » que comme le prédateur sexuel qu’il a l’habitude d’être.

### Musique
La bande originale du film a été composée par Yūji Ōno, déjà à l’origine des musiques de Lupin III, et varie entre morceaux de jazz, mélodies romantiques et symphonies d’orchestre, incluant notamment une variation du thème culte de la série,. La plupart des thèmes sont interprétés par le groupe You & The Explosion Band qui avait déjà travaillé sur la seconde partie de Lupin III. La chanson du générique d'ouverture, Fire Treasure (炎のたからもの), est quant à elle interprétée par Toshie Kihara (alias Bobby) sur des paroles écrites par Jun Hashimoto (橋本 淳 (はしもと じゅん)). Une pièce du répertoire classique accompagne également le film : le 3ème mouvement de la Pastorale BWV 590 de Jean Sébastien Bach, jouée lors du mariage. Un LP sur support vinyle est sorti en décembre 1979 avec la chanson Fire Treasure et le thème Mysterious Journey. Le premier album basé sur la bande originale est sorti en mars 1983 sous le titre Lupin the 3rd The Castle of Cagliostro Original Soundtrack BGM Collection (ルパン三世 カリオストロの城 オリジナル・サントラBGM集), sur support vinyle, avant d’être réédité sur disque compact en 1985 avec quelques pistes supplémentaires. Un nouvel album sort en 2003 sous le titre Lupin the 3rd: The Castle of Cagliostro - Music File avec de nombreuses pistes supplémentaires, dont 13 inédites laissées de côté lors de la production du film.

### Sortie, promotion, adaptations
La grande première du film a eu lieu le 15 décembre 1979 au Japon. Un an plus tard, TMS entreprend des essais afin de savoir si le film peut être lancé et promu aux États-Unis, et celui-ci est présenté à la World Science Fiction Convention à Boston pour une étude de marché. Il a par la suite été projeté lors d’autres festivals dans les années 80, notamment durant le Filmex en 1982,. Cependant, malgré quelques succès retentissants dans les salles de projection, la plupart des tentatives de promotion ont été des échecs essentiellement du fait du manque d’intérêt de la plupart des critiques pour l’animation japonaise en Occident à cette époque.
En raison de conflits avec les ayants droit de Maurice Leblanc, le nom « Lupin III » n‘a pu être utilisé lors des diverses adaptations du film en Occident, d’où l’utilisation de pseudonymes tels que « Rupan III » ou « The Wolf » aux États-Unis, et « Vidocq » ou « Edgar de la Cambriole » en France,,.
Lors de la première adaptation aux États-Unis par Streamline Pictures en 1991, Fred Patten s’est penché sur le choix du titre en anglais, hésitant entre Cagliostro Castle, Cagliostro’s Castle, ou The Castle of Cagliostro. C’est cette dernière proposition qu’il a retenue, car elle lui paraissait « plus sinistre », soulignant le fait que le château est l’« antre du comte diabolique »,.
Au Royaume-Uni, Manga Entertainment a lancé le film au format VHS en juin 1996. À la suite de la perte des droits de la société de production dans ce pays, Optimum a sorti un DVD en 2005 et un Blu-ray en novembre 2012.
En 2000, Manga Entertainment a sorti un DVD aux États-Unis avec un nouveau doublage correspondant mieux au script original en japonais, puis une édition spéciale en 2006 contenant de nombreux extras et une romanisation du générique de début décriée par certains fans du fait de la transformation de l’animation en images statiques. La société de production ne possède plus les droits aux États-Unis sur le film. La société Discotek Media (en) a annoncé en mars 2014 avoir récupéré ces droits et prévoir la sortie d’un DVD, puis d’un Blu-ray ; le DVD est sorti le 6 janvier 2015.
Au Japon, une version Blu-ray du film a vu le jour fin 2008 sans contenir de sous-titres ou de bande son dans d’autres langues. En mai 2014, une version remasterisée en HD voit le jour dans les salles japonaises. Le Blu-ray associé est disponible avec une compilation des autres longs métrages de Miyazaki sous le nom The Collected Works of Hayao Miyazaki, éditée par le Studio Ghibli.
En France, une version expurgée du film a vu le jour en 1983 au format VHS sous le titre Vidocq contre Cagliostro, publiée par Adès Vidéo dans la collection Lanterne Magique. Les changements de nom dans cette version sont qualifiés par le site Planète Jeunesse comme « pas très heureux », et la censure sur le film est fortement critiquée, mais le casting et la qualité du doublage reçoivent les honneurs. Le film est doublé une seconde fois par Manga Entertainment en 1996, édité également en VHS, puis réédité en DVD chez l'éditeur Pathé ; dans cette version Lupin s'appelle Wolf (litt. « loup »), comme pour l’adaptation en langue anglaise. Finalement, un 3e doublage est réalisé en 2005 par IDP édité en version standard et version collector avec le nom Edgar de la Cambriole : Le Château de Cagliostro ; dans cette version, Lupin s'appelle Edgar comme dans les adaptations de la série animée des années 1980, Edgar, le détective cambrioleur. L’éditeur Kazé a sorti en juin 2011 des versions DVD et Blu-ray basées sur ce doublage. Le film sort également pour la première fois au cinéma le 23 janvier 2019, grâce au distributeur indépendant Splendor Films. Le doublage français qui sert de base à cette sortie cinéma est celui de 2005.

## Accueil
Alors que Le Château de Cagliostro n’a pas été un grand succès au box-office à sa sortie, il a gagné en popularité au fur et à mesure des nombreuses rééditions, et a été élu « meilleur animé de tous les temps » par les lecteurs d’Animage jusqu’à la sortie de Nausicaä de la vallée du vent en 1984,, ; Clarisse a également reçu le titre d'« héroïne préférée », avant d’être détrônée par Nausicäa,,. Le film est resté dans le top 10 d’Animage jusqu’en 1995, plus de quinze ans après sa sortie.
À la suite d’une sortie par Streamline Pictures en juillet 1992, Janet Maslin a dit à propos du film dans sa critique pour The New York Times qu’il « devrait avoir presque autant de succès [qu’Akira] auprès des fans d’animé de tous âges ». D’après la critique du quotidien new-yorkais, le film est un « mélange intéressant et sauvage de styles visuels et de références culturelles », dont « l’animation est relâchée lorsqu’il s’agit d’obtenir des mouvements corporels fluides, mais extraordinaire dans son souci du détail ».
Selon Marc Savlov de The Austin Chronicle, Le Château de Cagliostro « ne verse pas dans l’ultra-violence en technicolor, procédé qui a permis à certains films tels que Golgo 13: The Professional, Akira ou Vampire Hunter D : Chasseur de vampires d’obtenir les faveurs du public, mais pratique un humour et un chaos presque burlesques pour tenir le spectateur en haleine. Parfois ça fonctionne, et malheureusement parfois non ».
D’après Helen McCarthy, le premier long métrage de Miyazaki est un film qui permet aux spectateurs de se laisser bercer par la magie et la beauté, sans insulter leur intelligence et sans sombrer dans la sentimentalité.
Pour certains admirateurs de la série, Le Château de Cagliostro n’appartient pas réellement à l’univers de Lupin III, du fait que Miyazaki a complètement modifié le personnage principal, transformant un criminel impitoyable en héros maladroit. Monkey Punch, le créateur de la série, considère quant à lui que le film est excellent, mais qu’il n’a rien à voir avec Lupin III, sa vision du personnage principal (antihéros viscéral par son amoralité,) différant complètement de celle de Miyazaki, ajoutant que pour sa part, il « ne lui aurait pas fait sauver la fille, mais la violer ». Tandis que Miyazaki estime avoir présenté un héros assagi et devenu mature, ayant acquis la sagesse d’agir de manière désintéressée, (avec une œuvre se distinguant ainsi des productions de l’époque dans le domaine de l’animation japonaise), le dessinateur du manga trouve que son personnage a été au contraire infantilisé,.
Sur le site DVD Talk, les deux DVD du film édités par Manga Entertainment en 2000 et 2006 (Special Edition) ont reçu de bonnes évaluations,. Chris Beveridge du site Mania.com a donné au film la meilleure note, A+. À la suite d'un sondage mené en 2007 par l’Agence pour les Affaires culturelles japonaise, Le Château de Cagliostro a été classé 5e du top 50 des meilleurs films et séries d’animation,.
À la suite de la sortie du Blu-ray du film par StudioCanal, le magazine SciFiNow a produit une critique très positive du film, déplorant cependant le choix de la société de production de supprimer le générique.

## Analyse

### Style du film
Pour son premier rôle en tant que réalisateur sur un long métrage, Miyazaki impose son style avec succès. Dani Cavallaro démontre dans son analyse du Château de Cagliostro que la signature du réalisateur est reconnaissable, tant sur la forme que sur le fond, à de nombreux niveaux. Les divers paysages de la principauté de Cagliostro sont dépeints avec force détails sans tenir compte des limites architecturales, géographiques ou culturelles, représentant l’« akogare no Paris » (litt. « Paris de nos rêves »), une vision fantasmée de l’Europe à travers les yeux des orientaux,. L’utilisation d’angles de vue inattendus et originaux, et la focalisation sur des mouvements individuels des personnages font également partie des particularités du style de Miyazaki, comme lors de la scène d’ouverture sur le hold-up qui donne d’importantes indications scéniques permettant de saisir le caractère des héros.
D’après Helen McCarthy, la palette des couleurs du film est essentiellement estivale, correspondant à la fois au décor et aux personnages de Lupin et Clarisse. Des couleurs plus sombres sont utilisées pour mettre en valeur la lutte entre l’ombre et la lumière représentant les familles régnantes de la principauté de Cagliostro, intrigue secondaire du film. Les machinations du comte se font souvent la nuit, ou dans des salles sombres, tandis que la première rencontre et l’adieu entre Lupin et Clarisse ont lieu dans des espaces verts ensoleillés ; tandis que l’affrontement final se passe la nuit et dans la sombre tour de l’horloge, le dénouement de l’intrigue vient avec l’aube naissante, éclairant le trésor dévoilé.
Au cours d’un séminaire « Géographie, arts et littérature » en 2011 à l’École normale supérieure de Paris, le doctorant Emmanuel Trouillard estime que « le registre du Château de Cagliostro correspond à un réalisme amplifié, à visées à la fois poétiques et burlesques », du fait des « cascades défiant toutes les lois de la physique réaliste ». Colin Odell et Michelle LeBlanc estiment que ces entorses à la physique du monde réel sont tempérées par le souci du détail de certaines scènes, tels la voiture de Clarisse qui se désagrège ou les éclats de verre projetés lorsque Lupin donne un coup sur son pare-brise éclaté.

### Personnages
Dani Cavallero analyse la paire d’héroïnes Clarisse / Fujiko comme complémentaire : Clarisse est calquée sur le modèle de la princesse de conte de fées, innocente et sans défense, tandis que Fujiko (dont le nom viendrait du mont Fuji) est une espionne chevronnée avec des capacités intellectuelles et physiques hors-norme ; cependant, préfigurant l’aversion de Miyazaki pour les personnages en opposition binaire, Clarisse sort de son rôle stéréotypé par la démonstration de son intelligence et son éducation, et l’acceptation progressive de ses futures responsabilités à la tête de la principauté de Cagliostro pour gérer le pays et son trésor. Plusieurs sites web spécialisés estiment que cette paire d’héroïnes préfigure celle de Porco Rosso formée par Fio et Gina, avec un parallèle entre les triangles amoureux Lupin-Fujiko-Clarisse et Marco-Gina-Fio,. Patrick Drazen note également que cette dyade formée par une femme mûre et sûre d’elle et une femme jeune innocente et inexpérimentée est un élément qui réapparaît dans plusieurs films du Studio Ghibli, citant notamment l’exemple particulier de Souvenirs goutte à goutte où la paire est formée par la même héroïne à deux âges différents.
Helen McCarthy estime également que les interactions entre Fujiko, femme plus âgée, sûre d’elle et expérimentée et Clarisse, jeune et innocente, sont intéressantes à comparer avec celles entre Gina et Fio dans Porco Rosso,. Cependant, pour la femme de lettres, le talent de Miyazaki pour construire des personnages et les faire interagir est principalement visible au niveau du trio formé par le comte, Clarisse et Lupin ; ce dernier représente la pénombre, entre la lumière et l’obscurité, à mi-chemin entre le paradis de l’innocence qu’il protège et l’enfer de l’amoralité, qu’il combat, mais qui l’attire. Les scènes qui opposent ces trois forces sont pour elle parmi les plus dramatiques et magnifiques du film.
Emmanuel Trouillard rapproche les personnages de Lupin et de Marco (Porco Rosso), « individualités affirmées, rebelles en conflit ouvert avec l'ordre social dominant, indépendants et prêt à tout pour le demeurer », qui « cristallisent de tous côtés les animosités et les fascinations » ; tous deux parmi « les héros d'aventure de Miyazaki les plus complexes sur le plan psychologique », ils « souffrent de difficultés, si ce n'est d'une impossibilité, à nouer des relations fortes avec les personnages qui gravitent autour d'eux, et ce particulièrement sur le plan sentimental ».
Le comte de Cagliostro est analysé quant à lui comme l’un des rares personnages intégralement mauvais dans l’œuvre de Miyazaki ; tel Muska dans Le Château dans le ciel, il est également l’un des rares personnages principaux à mourir dans les films du réalisateur,,.
Les évolutions apportées aux personnages avec la description d’un Lupin héroïque et altruiste, d’un Jigen amical, d’un Goemon apportant une touche humoristique, et d’une Fujiko désexualisée ont pu être mal perçues chez certains fans de la série Lupin III, Daryl Surat de Otaku USA (en) faisant la comparaison avec un film de James Bond où l’agent 007 dormirait dans des motels et roulerait en Toyota Camry.

### Erreurs du film
Malgré le souci du détail de Miyazaki, quelques erreurs de continuité sont visibles dans le film. Peu après l’entrée de Lupin et Jigen déguisés dans la principauté de Cagliostro, on peut voir une scène de profil où ils roulent sans leurs déguisements, avant d’enlever leurs postiches dans la scène suivante[réf. à confirmer]. Quelque temps plus tard, lors de la course-poursuite, les numéros des plaques d’immatriculation des divers véhicules impliqués ne sont pas constants[réf. à confirmer]. Après leur visite au château en ruines de la famille princière, lorsque Lupin montre le château du comte à Jigen, l’horloge est positionnée sur 6 h 10 avant d’indiquer 7 h 20 dans la scène suivante[réf. à confirmer]. À la suite d'une erreur de colorisation, les cheveux du comte de Cagliostro oscillent entre le marron clair et le marron foncé plusieurs fois au cours du film[réf. à confirmer].
Quelques erreurs factuelles ont également été relevées : sur le morceau de journal transmis par Fujiko à Lupin pour lui annoncer le mariage prochain de Clarisse avec le comte, la date du « mercredi 12 septembre 1968 » apparaît, alors que ce jour était un jeudi[réf. à confirmer]. Dans la tour de l’horloge, Lupin dévisse un boulon en le tournant dans le sens des aiguilles d’une montre[réf. à confirmer]. Les colonnes de l’article du Monde censé parler des événements à Cagliostro, lorsque Zenigata tente de convaincre ses collègues d’Interpol d’agir, sont remplies de manière anachronique par des articles de l’année de production du film, notamment l’annonce par l’AFP de la mort d’Agostinho Neto à Moscou.

## Influences et postérité

### Cinéma
Une légende urbaine persistante voudrait que Steven Spielberg ait assisté à une projection du film au début des années 1980, et qu’impressionné, il s’en soit inspiré pour certaines scènes d’action de la saga Indiana Jones et du film Les Aventures de Tintin : Le Secret de La Licorne. Bien qu’il n’y ait aucune preuve de ces assertions, les DVD édités par Manga Entertainment attribuent au réalisateur la citation « Un des plus grands films d’aventure de tous les temps »,[réf. à confirmer],. Selon une autre rumeur sans fondements, Spielberg aurait assisté à une projection en 1980 au Festival de Cannes et décrit la course-poursuite sur les routes montagneuses au début du film comme l’« une des meilleures scènes de course-poursuite jamais filmées »,, ; cependant, selon la sélection officielle établie par le site du festival, le film n’y a pas été présenté cette année-là.
Le Château de Cagliostro a profondément marqué John Lasseter, cofondateur de Pixar. Durant une présentation au festival international du film de Tokyo en octobre 2014, le réalisateur américain a expliqué combien le travail de Miyazaki, découvert à l’occasion d’une visite en 1981 chez TMS dans le cadre de son travail chez Walt Disney, a pesé sur sa carrière.
Le film Basil, détective privé des studios Disney, sorti en 1986 et co-réalisé par John Musker et Ron Clements, fait un hommage au Château de Cagliostro avec la séquence paroxystique de Big Ben,.
Gary Trousdale, le co-réalisateur du film des studios Disney Atlantide, l'empire perdu, a admis que la dernière scène du film, où le niveau de l’eau baisse en découvrant la cité engloutie, a été directement inspirée de la scène finale du film de Miyazaki.
Une autre référence au combat dans la tour de l’horloge peut se retrouver dans le 25e épisode (Le Roi du temps) de la série d’animation Batman de 1992.
Un des membres de l’équipe de production de Les Simpson, le film a également cité Le Château de Cagliostro comme élément d’inspiration pour la scène où Bart Simpson dévale du toit de la maison familiale, similaire à celle où Lupin dévale du toit du château lors de sa tentative du sauvetage de Clarisse.

### Jeux vidéo
En 1983, Stern Electronics en collaboration avec TMS Entertainment a tablé sur le succès des films interactifs sur Laserdisc en sortant le jeu Cliff Hanger basé sur des séquences des films Le Château de Cagliostro et Edgar de la Cambriole : Le Secret de Mamo,. Alors même que ceux-ci n’étaient pas encore disponibles aux États-Unis, le film interactif a été présenté dans le jeu télévisé Starcade (en).
D’autres jeux basés explicitement sur l’univers du Château de Cagliostro ont vu le jour, dont un jeu d'action sur MSX édité par Tōhō en 1987, et un jeu d'aventure graphique sur PlayStation, sorti en janvier 1997 par Asmik Ace Entertainment,,.
D’après certains sites et blogs de retrogaming, la série de jeux vidéo Castlevania, éditée par Konami à partir de 1986, puise certaines de ses inspirations dans le film,,,.

### Société

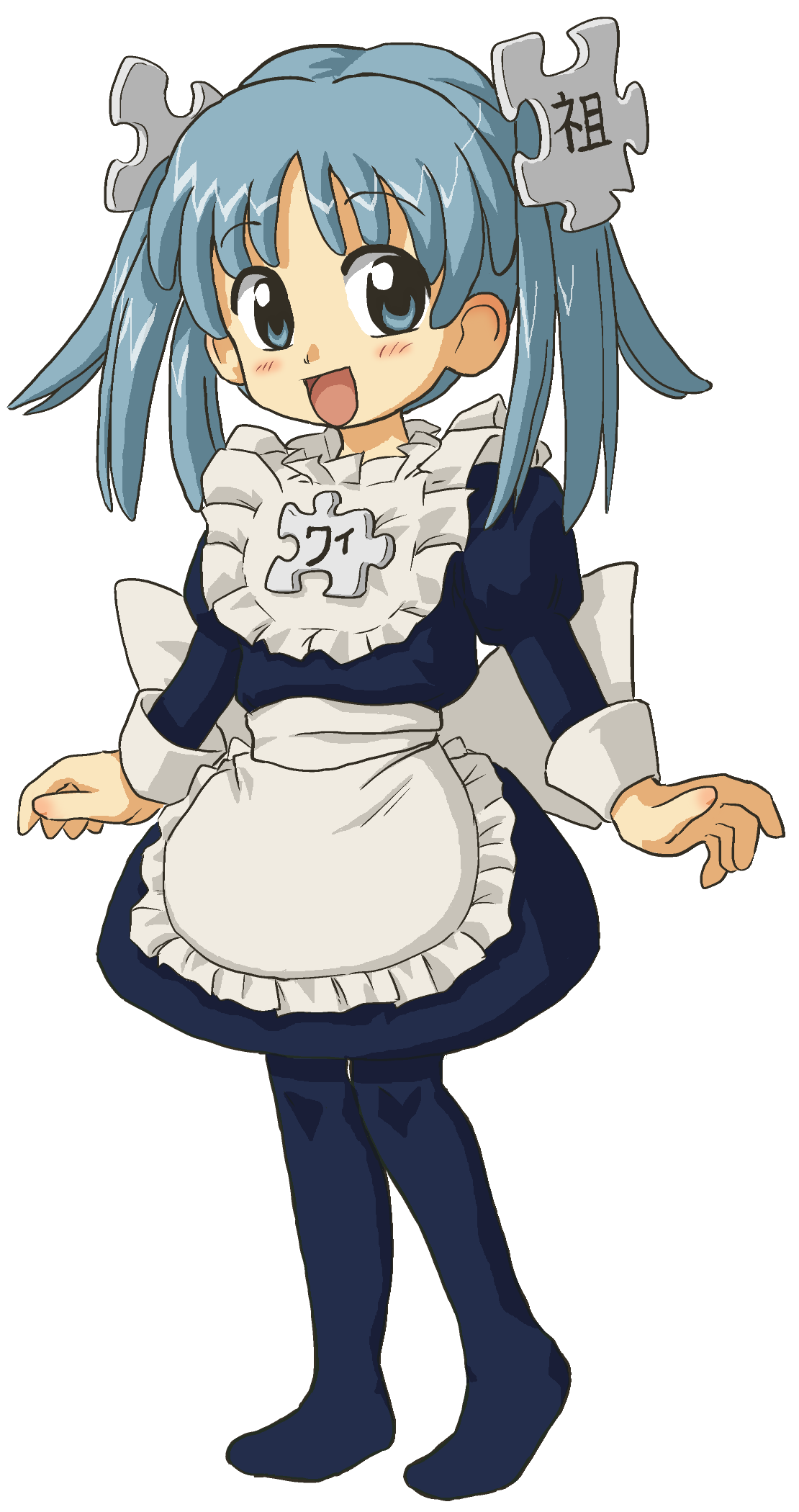
Wikipe-tan, personnification moe de Wikipédia.
La princesse Clarisse serait à l’origine du phénomène moe.

Le succès du Château de Cagliostro a eu un impact certain sur la carrière de Miyazaki ; peu après, TMS lui demande de réaliser deux épisodes sur la seconde série d’animation de Lupin III, Edgar, le détective cambrioleur, ce qu’il fait sous le pseudonyme « Teruki Tsutomu »,. Reconnaissant les qualités d’innovation du film, le magazine Animage contacte Miyazaki au début des années 1980 pour collaborer avec lui ; le réalisateur leur propose plusieurs idées de longs métrages, mais il lui est demandé de réaliser plutôt un manga, aboutissant à la publication de Nausicaä de la vallée du vent à partir de 1982,.
Le personnage de Clarisse a été cité comme une origine possible du phénomène moe, étant la première héroïne à être reprise dans les dōjinshi. Dans une interview pour le magazine Animage en 1988, Miyazaki a cependant déploré la récupération de ses héroïnes dans la sphère lolicon.
Le réalisateur Masaaki Yuasa s’est décidé à se lancer dans une carrière d’animateur à la suite de la visualisation du Château de Cagliostro qui l’a « fasciné » lorsqu’il était au collège.
La robe que portait la princesse Sayako lors de son mariage en mars 2005 aurait été inspirée de celle de Clarisse, du fait de l’admiration qu’elle portait à Miyazaki et à ce personnage en particulier,.

## Distinctions
Le film a reçu le Prix Noburō Ōfuji en 1979, qui récompense des œuvres d'animation d'auteurs en voie de reconnaissance. Il a également été sélectionné pour le Saturn Award du meilleur film international en 1981.
Le film reçoit également l’Anime Grand Prix du magazine Animage pendant trois années consécutives entre 1982 et 1984, dans la catégorie « meilleur anime de tous les temps ».